# Lachamp
Lachamp là một xã ở tỉnh Lozère trong vùng Occitanie, phía nam nước Pháp. Khu vực này có độ cao trung bình 1050 mét trên mực nước biển.
Sông Colagne tạo thành một phần ranh giới phía tây thị trấn.